# 普拉耶格普尔
普拉耶格普尔（Prayagpur），是印度西孟加拉邦Barddhaman县的一个城镇。总人口5149（2001年）。

## 人口
该地2001年总人口5149人，其中男性2681人，女性2468人；0—6岁人口647人，其中男302人，女345人；识字率66.42%，其中男性为75.49%，女性为56.56%。